# The Mirror's Truth
The Mirror's Truth är en EP och den första singeln från albumet A Sense of Purpose av alternativ metal-bandet In Flames. Utöver titellåten innehåller EP:n även tre låtar som finns med på den japanska men inte den europeiska utgåvan av albumet, "Eraser", "Tilt" och "Abnegation". Den sistnämnda finns även med på samlingsalbumet Viva la bands Vol. 2. The Mirror's Truth gavs ut den 7 mars 2008. Videon till titellåten spelades in i Skellefteå och producerades av Popcore Film, som tidigare gjort musikvideor för till exempel Laleh, From First to Last, Underoath och Khoma.

## Låtlista
1. "The Mirror's Truth"
2. "Eraser"
3. "Tilt"
4. "Abnegation"

## Bandmedlemmar
- Anders Fridén - sång
- Björn Gelotte - gitarr
- Jesper Strömblad - gitarr
- Peter Iwers - bas
- Daniel Svensson - trummor